# برهم نهی زمان-دما

وابستگی دمایی مدول آرامش الاستیک یک ماده ویسکوالاستیک. در اینجا t زمان است ، G مدول برشی است و T _{0} < T _{1} < T _{2}.

وابستگی دمایی مدول الاستیک یک ماده ویسکوالاستیک تحت تحریک متناوب. فرکانس ω ، G مدول الاستیک و T _{0} < T _{1} < T _{2 است}.

اصل برهم نهی دما و زمان مفهومی در فیزیک پلیمر و در فیزیک مایعات تشکیل دهنده شیشه است .     اصل برهم نهی برای تعیین خصوصیات مکانیکی وابسته به دما در مواد ویسکوالاستیک خطی است که از خصوصیات شناخته شده در دمای مرجع استفاده می شود. مدول الاستیک پلیمرهای آمورف معمولی با سرعت بارگذاری افزایش، اما با افزایش دما کاهش می یابد.  منحنی های مدول لحظه ای به عنوان تابعی از زمان با تغییر دما تغییر نمی کنند و فقط با تغییر جهت به چپ یا راست مشاهده می شود. این بدان معنی است که می توان از یک منحنی اصلی در یک دمای معین به عنوان مرجع برای پیش بینی منحنی ها در دماهای مختلف استفاده کرد که نیاز به یک شیفت دادن می باشد. اصل برهمنهی دما زمان مواد ویسکوالاستیسیته بر اساس مشاهده بالا می باشد. 

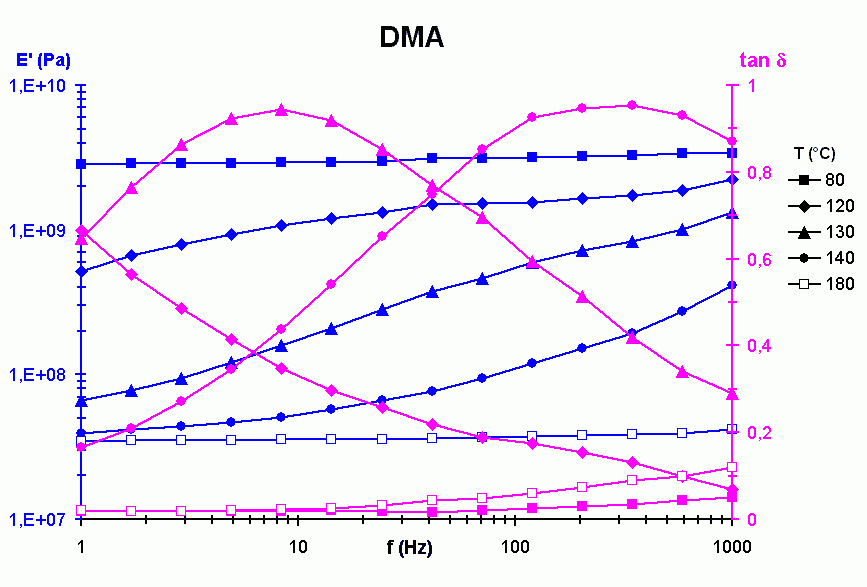
مدول های الاستیسیته با استفاده از یک تجزیه و تحلیل مدول ویسکوالاستیک پویا اندازه گیری شده اند. نمودارها تغییرات مدول الاستیسیته E 'را به عنوان تابعی از نشان می دهد (f ، T) و ضریب افت ، tan δ (f ، T) ، که δ زاویه فاز است به عنوان تابعی از فرکانس f و دمای T می باشد.

اعمال اصل معمولا شامل مراحل زیر است:
- تعیین تجربی منحنی های فرکانسی خواص مکانیکی مواد ویسکوالاستیک هم دما برای چند دما و برای دامنه کوچکی از فرکانس ها
- محاسبه یک ضریب انتقال برای ارتباط این خواص برای دما و دامنه فرکانسی مشخص
- تعیین تجربی یک منحنی اصلی که اثر فرکانس را در بازه گسترده ای از فرکانس ها نشان می دهد
- استفاده از ضریب انتقال برای تعیین مدول های وابسته به دما در کل دامنه فرکانس های منحنی اصلی.

فاکتور انتقال غالباً با استفاده از یک رابطه تجربی که برای اولین بار توسط مالکوم ال ویلیامز ، رابرت‌اف‌لندل و جان‌دی‌فری ارائه شد (همچنین مدل ویلیامز-لندل-فری که WLF نیز نامیده می شود) محاسبه می شود. از یک مدل جایگزین که توسط آرنیوس پیشنهاد شده نیز استفاده می شود. مدل WLF مربوط به حرکت ماکروسکوپی مواد بالک است ، در حالی که مدل آرنیوس حرکت موضعی زنجیره های پلیمری را در نظر می گیرد.
در دهه 1940 اندروز و توبولسکی  نشان دادند که برای پاسخ مکانیکی یک پلیمر بین دما و زمان رابطه ای ساده وجود دارد. اندازه گیری مدول با کشش یا فشرده سازی نمونه با نرخ تجویز تغییر شکل انجام می شود. برای پلیمرها ، تغییر میزان تغییر شکل باعث تغییر منحنی توضیح داده شده در بالا در محور دما می شود. افزایش سرعت تغییر شکل ، منحنی را به دمای بالاتر منتقل می کند تا انتقال از حالت شیشه ای به حالت پلاستیکی در دماهای بالاتر اتفاق بیفتد.
همچنین عدد دبورا با مفهوم تقارن دما و زمان ارتباط دارد.

## اصل فیزیکی
یک جسم ویسکوالاستیک را در نظر بگیرید که تحت بارگذاری دینامیکی قرار گرفته است. اگر فرکانس تحریک به اندازه کافی کم باشد  رفتار ویسکوز در درجه اول اهمیت قرار دارد و همه زنجیره های پلیمری وقت پاسخ به بار اعمال شده را دارند. در مقابل، در فرکانس های بالاتر، زنجیره ها زمان کافی برای پاسخگویی کامل را ندارند و در نتیجه ویسکوزیته مصنوعی ایحاد شده باعث افزایش مدول ماکروسکوپی می شود. به علاوه، در فرکانس ثابت، افزایش دما باعث کاهش مدول به دلیل افزایش حجم آزاد و حرکت زنجیره می شود.
برهم نهی دما-زمان روشی است که برای مشاهده وابستگی به دما به تغییر ویسکوزیته یک مایع پلیمری در زمینه پلیمرها اهمیت پیدا کرده است. رئولوژی یا ویسکوزیته اغلب می تواند شاخصی مناسبی برای ساختار مولکولی و تحرک مولکولی باشد. با استفاده از این موضوع که در دماهای بالاتر و زمان های کوتاه تر، پلیمر همان رفتاری را خواهد داشت که با شرط عدم انتقال فاز، از عدم کارآیی اندازه گیری رفتار یک پلیمر در مدت زمان طولانی در یک دمای مشخص جلوگیری می کند.

## برهم نهی دما-زمان

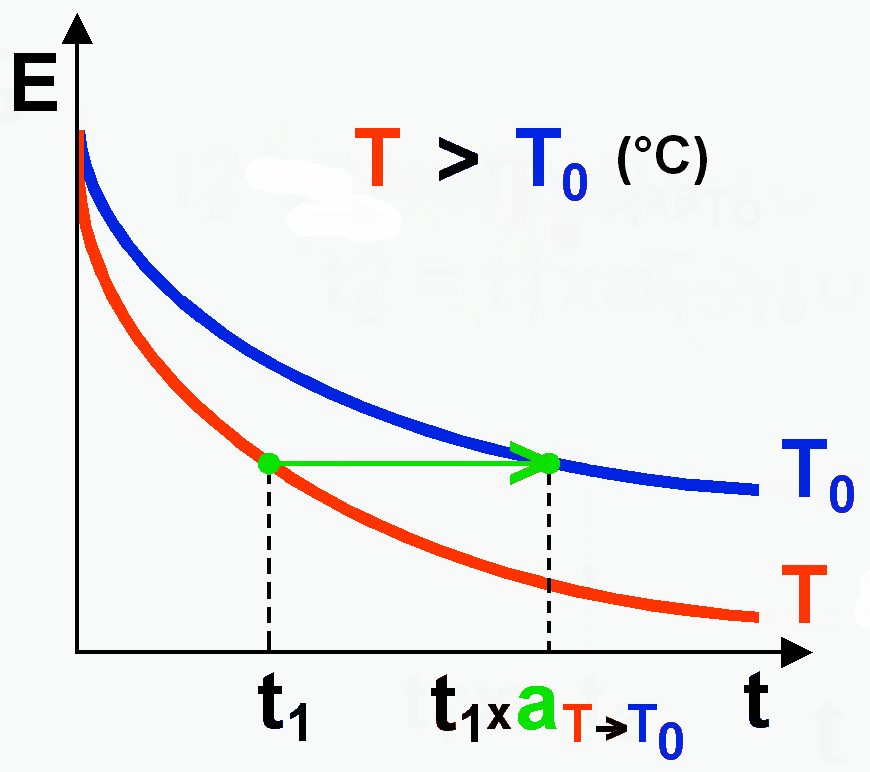
شماتیک تکامل مدول لحظه ای E (t ، T) در یک آزمون آرامش ایستا. t زمان و T دما است.

مدول آرامش E را در دو دمای T و T 0 در نظر بگیرید به طوری که T > T 0 باشد. در کرنش ثابت ، تنش در دمای بالاتر سریعتر رها می شود. اصل برهم نهی دما-زمان بیان می کند که تغییر دما از T به T 0 معادل ضرب مقیاس زمان در یک عامل ثابت a T است که فقط تابعی از دو دما T و T 0 است . به عبارت دیگر،
{\displaystyle E(t,T)=E({\frac {t}{a_{\rm {T}}}},T_{0})\,.}
مقدار a T عامل انتقال افقی یا عامل شیفت نامیده می شود و دارای حالت های زیر است:
{\displaystyle {\begin{aligned}&T>T_{0}\quad \implies \quad a_{\rm {T}}<1\\&T<T_{0}\quad \implies \quad a_{\rm {T}}>1\\&T=T_{0}\quad \implies \quad a_{\rm {T}}=1\,.\end{aligned}}}
اصل برهم نهی برای مدول های دینامیکی مختلط (G * = G ' + i G " ) در یک فرکانس ثابت ω به طور مشابه بدست می آید:
{\displaystyle {\begin{aligned}G'(\omega ,T)&=G'\left(a_{\rm {T}}\,\omega ,T_{0}\right)\\G''(\omega ,T)&=G''\left(a_{\rm {T}}\,\omega ,T_{0}\right).\end{aligned}}}
کاهش دما خواص مربوط به زمان را افزایش می دهد در حالی که خواص مربوط به فرکانس کاهش می دهد.

## رابطه بین عامل شیفت و ویسکوزیته های ذاتی
برای یک پلیمر در حالت محلول یا "مذاب" می توان از رابطه زیر برای تعیین ضریب تغییر استفاده کرد:
{\displaystyle a_{\rm {T}}={\frac {\eta _{\rm {T}}}{\eta _{\rm {T0}}}}}
که در آن η T0 گرانروی یا ویسکوزیته است (غیر نیوتنی) در جریان پیوسته در دمای T 0 و η T ویسکوزیته در دمای T است .
عامل شیفت دما-زمان نیز می تواند از نظر انرژی فعال سازی توصیف شود ( E a ). با رسم ضریب تغییر a T در مقابل متغیر دما (در K) ، شیب منحنی را می توان به عنوان E a / k تفسیر کرد ، که k ثابت بولتزمن = 8.64x10 −5 eV / K است و انرژی فعال سازی بر حسب eV می باشد.

## ضریب شیفت با استفاده از مدل ویلیامز-لندل-فری (WLF)

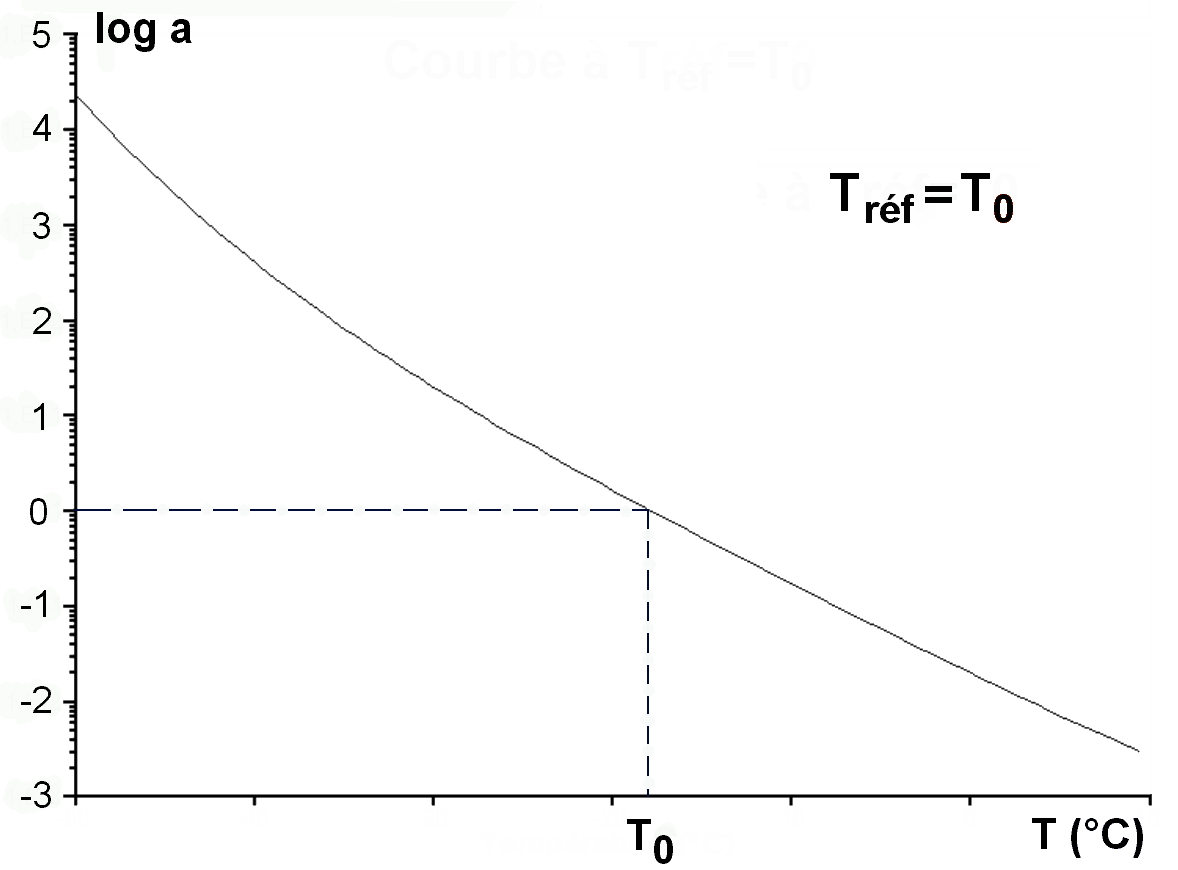
منحنی تغییر _{T} aبه عنوان تابعی از T برای دمای مرجع T _{0}.

رابطه تجربی ویلیامز-لندل- فری ،  همراه با اصل برهم نهی دما-زمان ، می تواند تغییرات ویسکوزیته ذاتی η 0 پلیمرهای آمورف را به عنوان تابعی از دما ، برای دمای نزدیک به دمای انتقال شیشه gT محاسبه کند.  مدل WLF نیز تغییر را با درجه حرارت عامل شیفت بیان می کند.
ویلیامز، Landel و فری رابطه زیر برای a T بر حسب (T - T 0)  ارایه کردند:
{\displaystyle \log a_{\rm {T}}=-{\frac {C_{1}(T-T_{0})}{C_{2}+(T-T_{0})}}}
که {\displaystyle \log } لگاریتم پایه ۱۰ است و C 1 و C 2 ثابت های مثبتی هستند که به ماده و دمای مرجع بستگی دارند. این رابطه فقط در محدوده دمایی تقریبی [ Tg ، Tg + 100 ° C] برقرار است. برای تعیین ثابت ها ، فاکتور a T برای هر جز  M ' و جز  M از مدول اندازه گیری مختلط M * محاسبه می شود. ارتباط خوبی بین دو عامل تغییر مقادیر ضرایب C 1 و C 2 است که مشخصه مواد می باشد'.'
اگر T 0 = T g :
{\displaystyle \log a_{\rm {T}}=-{\frac {C_{1}^{g}(T-T_{g})}{C_{2}^{g}+(T-T_{g})}}=\log \left({\frac {\eta _{\rm {T}}}{\eta _{T_{g}}}}\right)}
که در آن C g 1 و C 2 g ضرایب مدل WLF  که دمای مرجع دمای گذار شیشه ای می باشد.
ضرایب C 1 و C 2 به دمای مرجع بستگی دارد. اگر دمای مرجع از T 0 به T' 0 تغییر کند ، ضرایب جدید برابر است با:
{\displaystyle C'_{1}={\frac {C_{1}\,C_{2}}{C_{2}+(T'_{0}-T_{0})}}\qquad {\rm {and}}\qquad C'_{2}=C_{2}+(T'_{0}-T_{0})\,.}
به طور خاص ، برای تبدیل ثابت ها ثابت هایی که در دمای انتقال شیشه به دمای مرجع T 0 ، بدست آمده اند خواهیم داشت:
{\displaystyle C_{1}^{0}={\frac {C_{1}^{g}\,C_{2}^{g}}{C_{2}^{g}+(T_{0}-T_{g})}}\qquad {\rm {and}}\qquad C_{2}^{0}=C_{2}^{g}+(T_{0}-T_{g})\,.}
این نویسندگان  "ثابت جهانی" C g 1 و C 2 g که برای یک سیستم پلیمری داده می شود در یک جدول جمع آوری ارایه کرده اند. این ثابت تقریبا برای تعداد زیادی از پلیمرها مشابه است و طبق مشاهدات تجربی در جدول انحراف مقادیر آن  C g 1 ≈ 15 و C g 2 ≈ 50 K گزارش شده است. این ترتیب ها مفید هستند و شاخص خوبی برای کیفیت رابطه ای است که از داده های تجربی محاسبه شده است.

## رسم منحنی های اصلی

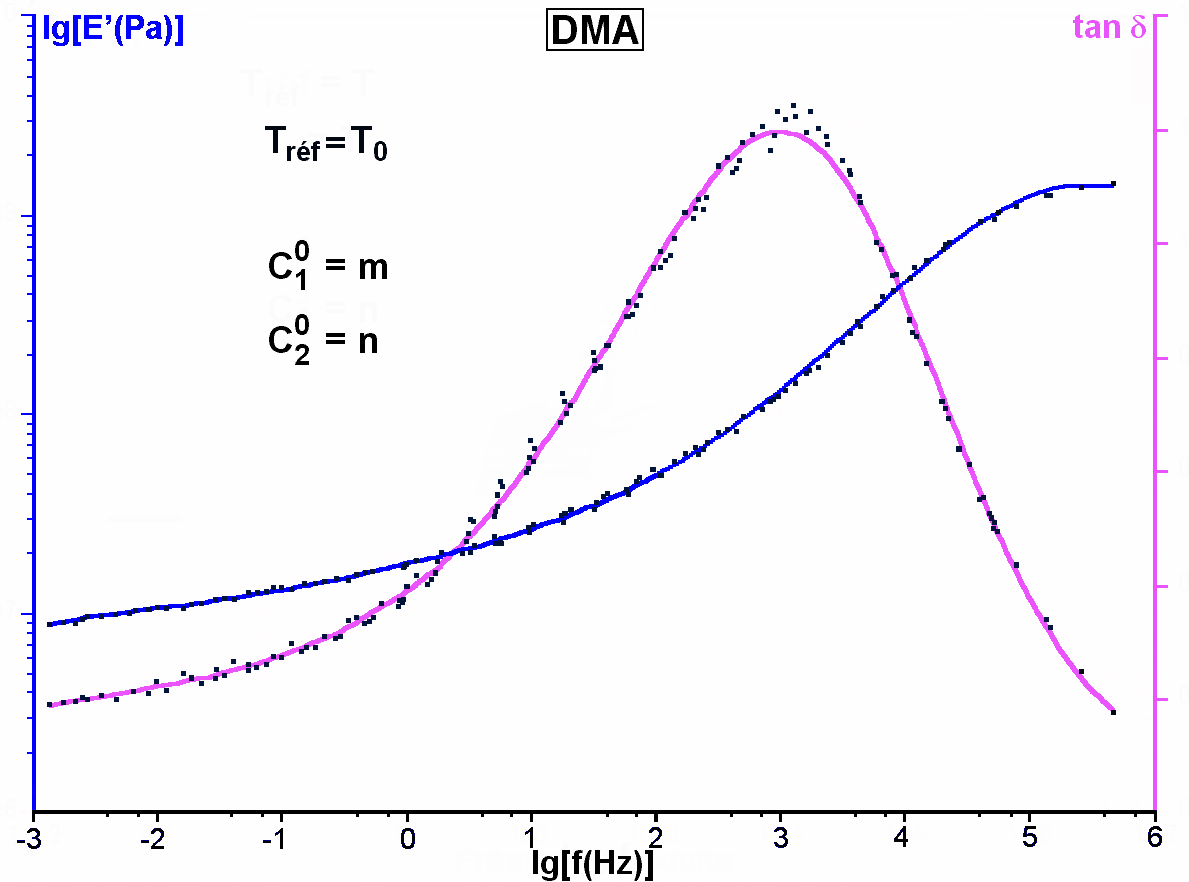
منحنی های اصلی برای مدول آنی E ' و ضریب تلفات tan δ به عنوان تابعی از فرکانس. داده ها با چند جمله ای درجه 7 متناسب بوده اند.

اصل برهم نهی دما - زمان از فرض رفتار ساده از نظر دماشناسی استفاده می کند (همه منحنی ها قانون تغییر زمان مشخصه یکسانی را با دما دارند). از یک بازه طیفی اولیه [ ω 1 ، ω 2 ] و یک دنباله ایزوترم در این بازه ، می توان منحنی های اصلی یک ماده را که در یک دامنه فرکانس گسترده تر تعمیم می یابد، محاسبه کرد. دمای دلخواه T 0 به عنوان مرجعی برای تنظیم مقیاس فرکانس در نظر گرفته می شود (منحنی در آن دما بدون تغییر است).
رفتار ویسکوالاستیک به خوبی مدل سازی شده و امکان برون یابی فراتر از حوزه فرکانس های آزمایشی را فراهم می کند که به طور معمول از 0.01 تا 100 هرتز متغیر است.

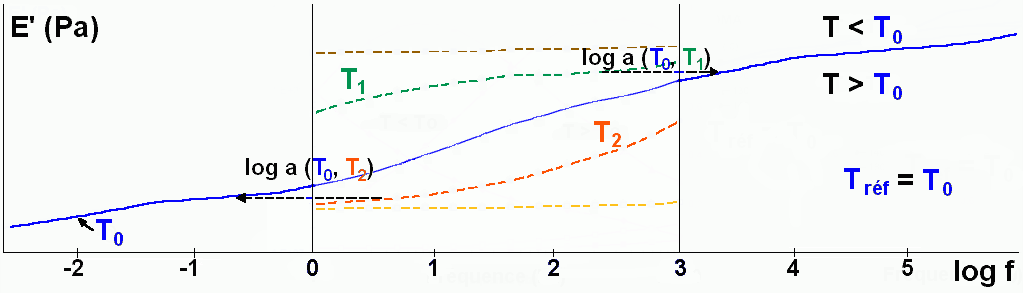
اصل رسم منحنی اصلی برای E ' برای دمای مرجع T _{0}. f = ω فرکانس می باشد. ضریب انتقال از داده ها در محدوده فرکانس " ω _{1} = 1 هرتز و ω _{2} = 1000 هرتز محاسبه می شود.

## ضریب شیفت با استفاده از قانون آرنیوس
ضریب تغییر (که به ماهیت انتقال بستگی دارد) را می توان با استفاده از قانون آرنیوس ، زیر T g ، تعریف کرد :
{\displaystyle \log(a_{\rm {T}})=-{\frac {E_{a}}{2.303R}}\left({\frac {1}{T}}-{\frac {1}{T_{0}}}\right)}
که E a انرژی فعال سازی است ، R ثابت جهانی گاز ها است و T 0 دمای مرجع در کلوین است . این قانون آرنیوس ، تحت این دمای انتقال شیشه ، در انتقال ثانویه (آرامش) به نام β- انتقال مورد استفاده قرار می گیرد.

## محدودیت ها
برای اعمال اصل برهم نهی ، نمونه باید یکدست ، همسانگرد و بی شکل باشد. این ماده باید تحت تغییر شکل مورد نظر، ویسکوالاستیک خطی باشد، به عنوان مثال، تغییر شکل باید به عنوان یک تابع خطی تنش با استفاده از کرنش های بسیار کوچک در حدود 0.01 ٪ بیان شود.
برای اعمال رابطه WLF، از جمله یک نمونه باید در محدوده دمای تقریبی به دنبال [T G، T گرم + 100 ° C]، که در آن -transitions α نیز مشاهده شده است (آرامش). این مطالعه به منظور تعیینa T و ضرایب C 1 و C 2 نیاز به آزمایش دینامیکی گسترده در تعدادی از فرکانس و دما ها مختلف، که حداقل صد نقطه اندازه گیری است، باشد.

## برهم نهی زمان-دما-پلاستیک شدن
در سال 2019 ، اصل برهمنی دما - زمان توسعه داده شد تا تأثیر پلاستیک شدن را نیز شامل شود. اصل توسعه یافته ، اصطلاحاً رهم نهی زمان-دما-پلاستیک شدن (TTPSP) ، توسط Krauklis و همکاران ارایه شد.  با استفاده از این اصل ، Krauklis و همکاران منحنی اصلی برای انطباق با خزش یک اپوکسی پایه آمین خشک و پلاستیکی (اشباع شده از آب) بدست آورد.
روش توسعه یافته قادر است رفتار ویسکوالاستیک طولانی مدت از پلیمرهای آمورف پلاستیکی در دمای زیر دمای انتقال شیشه ای T g  را بر اساس کوتاه مدت داده آزمایشگاهی خزش از مواد خشک مربوطه و تفاوت بین T گرم ارزش های خشک و پلیمر پلاستیکی پیش بینی کند. همچنین، T g از اپوکسی پلاستیکی را می توان با دقت مناسب با استفاده از T g از مواد خشک (T g dry) و عامل شیفت پیش بینی کرد.

## یادداشت ها
- Christensen, R. M. (1971), Theory of viscoelasticity: An introduction, New York: Academic Press
- Ferry, John D. (1980), Viscoelastic properties of polymers, John Wiley and Sons
- Hiemenz, Paul C.; Paul, C.; Lodge, Timothy P. (2007), Polymer Chemistry. 2nd ed., Florida: Taylor & Francis Group
- Rongzhi, Li (2000), "Time-Temperature Superposition Method for Glass Transition Temperature of Plastic Materials", Materials Science and Engineering: A, 278 (1–2): 36–45, doi:10.1016/S0921-5093(99)00602-4
- van Gurp, Marniz; Palmen, Jo (1998), "Time-Temperature Superposition for Polymeric Blends" (PDF), Rheology Bulletin, 67 (1): 5–8
- Andrews, R. D.; Tobolsky, A. V. (1952), "Elastoviscous properties of polyisobutylene. IV. Relaxation time spectrum and calculation of bulk viscosity", Journal of Polymer Science, 7 (23): 221–242, doi:10.1002/pol.1951.120070210
- Struik, L. C. E. (1978), Physical ageing in amorphous polymers and other materials, New York: Elsevier Scientific Pub. Co, ISBN 9780444416551
- Krauklis, A. E.; Akulichev, A. G.; Gagani, A. I.; Echtermeyer, A. T. (2019), "Time–Temperature–Plasticization Superposition Principle: Predicting Creep of a Plasticized Epoxy", Polymers, 11 (11): 1848–1859, doi:10.3390/polym11111848

## جستار های وابسته
- خاصیت الاستیسیته
- وابستگی به گرانروی مایعات به دما
- معادله ویلیامز-لندل-فری